# Ravishing Grimness
Ravishing Grimness er det syvende studiealbum fra det norske black metal-band Darkthrone. Det blev udgivet i 1999 gennem Moonfog Productions.

## Spor
Alle tekster af Fenriz, størstedelen af musikken af Nocturno Culto.
1. "Lifeless" – 5:42
2. "The Beast" – 5:30
3. "The Claws of Time" – 7:03
4. "Across the Vacuum" – 7:14
5. "Ravishing Grimness" – 7:26
6. "To the Death (Under the King)" – 4:45